# Иоганна Елизавета Баден-Дурлахская
Иоганна Елизавета Баден-Дурлахская (нем. Johanna Elisabeth von Baden-Durlach; 3 октября 1680, Дурлах — 2 июля 1757, Кернен, Штутгарт) — принцесса Баден-Дурлахская, в замужестве герцогиня Вюртембергская.

## Биография
Иоганна Баден-Дурлахская — третий выживший ребёнок в семье Фридриха VII Магнуса, маркграфа Баден-Дурлаха, и его супруги Августы Марии Гольштейн-Готторпской.
В 1697 году Иоганна вышла замуж за герцога Эберхарда Людвига Вюртембергского, сына Вильгельма Людвига Вюртембергского и Магдалены Сибиллы Гессен-Дармштадтской. У маркграфов Баден-Дурлаха не было представительного дворца, поэтому свадьбу праздновали при баденском дворе в Базеле. После рождения сына Фридриха Людвига супруги проживали раздельно. Состоя на военной службе, Эберхард Людвиг редко бывал в Штутгарте. В 1704 году он принял участие в Гохштедтском сражении и впоследствии был назначен главнокомандующим рейнской армии. В 1707 году он получил звание фельдмаршала швабских войск во время Войны за испанское наследство. Иоганна Елизавета, воспитанная в пиетистских традициях, проживала в Старом дворце в Штутгарте.
Эберхард Людвиг первым из вюртембергских герцогов обзавёлся фавориткой, уроженкой Мекленбурга Вильгельминой фон Гревениц (1686—1744). В 1707 году Эберхард Людвиг вступил с ней в морганатический брак. По жалобе, поданной Иоганной Елизаветой императору Карлу VI, брак был аннулирован, а Вильгельмина фон Гревениц была отправлена в ссылку в Швейцарию, куда за ней последовал Эберхард Людвиг.
В 1710 году супруг Иоганны Елизаветы вернулся в Вюртемберг после того, как Вильгельмина фон Гревениц вступила в фиктивный брак с графом фон Вюрбеном, позволявший ей переехать в Вюртемберг. Эберхард Людвиг проживал с ней в Людвигсбурге. Иоганна Елизавета оставалась в Штутгарте и не давала мужу развода. В 1731 году умер их сын, наследный принц Фридрих Вильгельм, и власть в Вюртемберге могла перейти к католической побочной линии. Герцог Эберхард Людвиг разорвал свои отношения с Гревениц, чтобы произвести на свет наследника с законной супругой. Этим планам не было суждено сбыться в силу возраста супругов и смерти герцога, последовавшей в 1733 году.
Иоганна Елизавета пережила мужа более чем на 20 лет. Она проживала во дворце Кирххайм и умерла в 1757 году находясь на водолечении в Штеттене в Ремстале. Похоронена в церкви Людвигсбургской резиденции.

## Потомки
- Фридрих Людвиг (1698—1731), женат на Генриетте Марии Бранденбург-Шведтской (1702—1782)